# Ana Maria César
Anna Maria Ventura de Lyra e César (Recife, 17 de abril de 1941) é uma professora, escritora, historiadora, ensaísta brasileira. 
Pertence a instituições literárias de Pernambuco. Tem vários livros publicados nos ramos de História, Ensaio, Poesia.

“Meu ofício é escrever, não tenho outro de pia. Trabalho a palavra como quem ara a terra, como quem cava o poço, para matar a fome e mitigar a sede. Fome e sede de alguma coisa que não sei bem precisar, mas que percebo no silêncio dos dias mansos, na música silenciosa dos ventos”.— Ana Maria César

## Biografia
Nascida no Recife, filha do desembargador Amaro de Lyra e César e de Áurea Ventura de Lyra e César, passando sua primeira infância em Garanhuns e Carpina e sua juventude em Caruaru, bacharelou-se em Direito e em Letras neolatinas. Nessa área mista jurídico-literária, foi professora e historiadora, com vida docente, em sala de aula, e publicação de livros, nas áreas de história, ensaio e poesia.

## Formação
- Bacharel em direito pela Faculdade de Direito do Recife
- Bacharel em Letras Neolatinas pela Faculdade de Filosofia, Ciências e Letras da Universidade Católica de Pernambuco [6]

## Vida profissional
- Assessora da direção do Conselho Regional do Senac[2]
- Professora no Colégio Vera Cruz e no Colégio Porto Carreiro.

## Vida Literária
Pertence às seguintes instituições literárias:
- Academia de Letras e Artes do Nordeste Brasileiro - Ocupa a cadeira 15[nota 4]
- Academia Recifense de Letras
- Academia Pernambucana de Letras - ocupa a cadeira 5
- Sociedade Brasileira de Médicos Escritores - Regional Pernambuco (membro honorário)
- Ordem Literária Jorge de Albuquerque Coelho[7]
- União Brasileira de Escritores - Seção Pernambuco.[8]

## Livros publicados
Crônica
- Gênesis - Comunicarte, 1984 [9]

Ensaio
- Lyra e César - Juiz de Caruaru - CEPE (1981)[2][3]
- A bala e a mitra - Bagaço (1994)[nota 5]
  - 2ª edição: - Novos tempos, verdades antigas (2007)[11][12]
  - 3ª edição: - Dom Expedito Lopes: Apóstolo do Perdão, (2022)[nota 6] - ISBN 978-65-84933-01-9
- A faculdade sitiada (2009)
- Último porto de Henrique Galvão (2014)[14]
- Três homens chamados João - Uma tragédia em 1930 (2020)[15][16][17][18]

Poesia
- Versos voláteis (1996)
- No limiar do tempo (2005)
- Poemas arcaicos & outros mais (2017) - ISBN 978-85-69072-06-5

Ficção
- O tom azul (1997)
- Habemus vinum - Antimemórias do absurdo (2010)
- 19 contos de Covid (2022)
- A barata e a rosa (2023) - ISBN 978-65-00-75819-1

História
- 50 anos de SENAC em Pernambuco. Recife: Recife Gráfica Editora, 1996[9]

Memória
- Genesis (1984)
- Habemus panem - Memórias de uma época (2001) - ISBN 979-85-7409-256-9
- Atravessando a selva escura - memórias de uma portadora de fibromialgia[8]